# عبد السلام صبره
القاضي عبد السلام صبره (1912 – 2012 م) الأب الروحي لتنظيم الضباط الأحرار الذين فجروا ثورة 26 سبتمبر 1962م, كما مثل همزة الوصل بين قيادة حزب الأحرار اليمنيين والحركة الوطنية في الداخل.

## النشأة
نشاء في آسرة متوسطة تولي العلم اهتمام كبير وتحرص على تنشئة أبنائها في ظل بيئة علمية مبنية على الإطلاع والترجيح ، درس في (معلامة) «الأبهر» ومن ثم انتقل إلى معلامة توفيق وفي مكتب بئر العزب وفي مكتب الفليحي ثم انتقل لتلقي العلوم في جامع صنعاء .
أخذ العلوم في مختلف فروع المعرفة التي كانت تدرس آنذاك (التفسير , الحديث , الفقه , النحو والصرف , البلاغة , وكل ما يتصل بعلوم وآداب العربية والتشريع ) ومن ابرز أساتذته العلامة عبد الله كباس والقاضي علي بن حسن المغربي والعلامة احمد حسين الطرماح .

## اعتقاله
تأثر كثيراً بالشهيد أحمد المطاع ، أعتقل في عام 1944م في سجن الإمام يحيى وزار مراراً مع الرعيل الأول من الأحرار سجون أبنه الإمام أحمد يحيى حميد الدين وسجن عقب فشل ثورة الدستور 1948م في سجن حجة حتى إنقلاب 1955م ، وبعد خروجه من السجن عمل رئيساً للبلدية في صنعاء وقبيل قيام ثورة 26 سبتمبر سجن لمدة عام كامل وخرج قبل قيامها .
| المناصب السياسية      | المناصب السياسية                                        | المناصب السياسية      |
| --------------------- | ------------------------------------------------------- | --------------------- |
| سبقه حسن العمري       | رئيس وزراء الجمهورية العربية اليمنية 1969 (تصريف أعمال) | تبعه محسن أحمد العيني |
| سبقه محسن أحمد العيني | رئيس وزراء الجمهورية العربية اليمنية 1971 (تصريف أعمال) | تبعه أحمد محمد نعمان  |
| سبقه حسن العمري       | رئيس وزراء الجمهورية العربية اليمنية 1971 (تصريف أعمال) | تبعه محسن أحمد العيني |